# Jidhi
Jidhi is een gehucht in het District Zeila, regio Awdal, in de niet-erkende staat Somaliland (en dus juridisch nog steeds gelegen in Somalië).

Jidhi ligt aan een -meestal droge- rivierbedding (wadi), 108 km (hemelsbreed 96 km) ten zuidwesten van de districtshoofdstad Zeila in een kale vlakte aan een onverharde weg. Het dorp bestaat uit 2 kernen die hemelsbreed zo'n 4,3 km uit elkaar liggen. De zuidelijke kern lijkt verlaten; tussen beide kernen ligt het vliegveld "Dobo Pass" dat niet meer is dan een onverharde airstrip. De landingsbaan is 2,4 km lang.
Dorpen in de buurt zijn: Haren en Abdol Ghadar.
Klimaat: Jidhi heeft een woestijnklimaat. De gemiddelde jaartemperatuur is 27,9°C. Juni is de warmste maand, gemiddeld 32,7°C; januari is het koelste, gemiddeld 23,1°C. De jaarlijkse regenval bedraagt ca. 163 mm (ter vergelijking: in Nederland ca. 800 mm). Er valt het hele jaar weinig neerslag maar rond april en in juli-augustus-september valt er iets meer dan in de andere maanden (max. ± 30 mm in augustus); dit is evenwel te weinig om te kunnen spreken van een echt regenseizoen.